# Орищенко Роман Михайлович
Рома́н Миха́йлович Ори́щенко (28 січня 1978 - 2 липня 2025)  – історик, кандидат історичних наук, співтворець Самооборони Майдану, учасник Помаранчевої революції та Революції Гідності, один з лідерів Пластового руху, громадський та політичний діяч, капітан Збройних сил України, учасник російсько-української війни.

## Життєпис
Народився 28 січня 1978 у місті Тальне на Черкащині. У 2002-му закінчив історико-юридичний факультет Черкаського національного університету. Спеціаліст у галузі історії, викладач, кандидат історичних наук . Окрім німецької мови, вивчав білоруську та болгарську. Мав II спортивний розряд зі спортивного туризму та II розряд зі спортивного багатоборства.
У 1997 році був одним із засновників «Пласту» на Черкащині. Був учасником, а потім й організатором пластових заходів.
Під час студенства працював у Черкаській міській станції юних туристів інструктор з пішохідного туризму, де серед іншого, готував команди для участі у обласних і Всеукраїнських змаганнях. Після університету працював у 23 і 24 школах Черкас вчителем історії, охорони життєдіяльності.
У 2004-му він був координатором студентів та активістів, які приїздили на Майдан із Черкас в рамках одного із молодіжних рухів опору диктатурі.
З 2004 по 2005 рік працював в Благодійному Фонді Начального Пластуна Любомира Романківа.
Після Помаранчевої революції пішов на державну службу. У 2006—2007 рр. працював у Головному управлінні з питань внутрішньої політики Черкаської обласної державної адміністрації. Головним спеціалістом відділу зв'язків з суб'єктами політики, громадськими об'єднаннями та соціологічних досліджень управління суспільно-політичного аналізу та прогнозування.
У 2007 році переїхав до Києва, де багато років працював у суспільно-політичній сфері. Починаючи з посади головного спеціаліста Східного регіону регіонального департаменту «Народного Союзу Наша Україна». Саме тоді об'їздив вздовж та в поперек усі східні області.
У 2010—2011 перший заступник керівника виконавчого комітету, керівник відділу регіональної роботи громадської ініціативи «Оновлення країни» на чолі із екс-очільником глави СБУ Наливайченком (згодом — керівник виконавчого комітету).
У 2013-му привіз своєю машиною першу звукову апаратуру на Євромайдан, що лише починався. У штабі в будинку Профспілок відповідав за розгортання і підтримку мереж спротиву в регіонах.
З початком АТО допомагав у формуванні добровольчих батальйонів та їх забезпеченні волонтерською допомогою.
У подальшому штатний помічник народного депутата Андрія Парубія, зокрема коли він перебував на посаді голови Верховної Ради України.
У 2016-му здобув військову освіту на кафедрі військової підготовки Черкаського національного університету ім. Б. Хмельницького і пішов служити до війська як офіцер. Добровільно пішов служити до Збройних сил України ще в 2020 році.
У 2017-му році нагороджений орденом «За мужність» ІІІ ступеня за активну участь в Революції Гідності.
У 2019-му році балотувався до Верховної Ради України від партії Голос
У 2019 в Черкаському національному університеті ім. Б. Хмельницького захистив дисертацію на тему: «Релігійність українського селянства Наддніпрянщини (1861—1933 рр.): історичний вимір» та здобув науковий ступінь кандидата історичних наук (доктора філософії) за спеціальністю 07.00.01 «Історія України». Науковий керівник — професор Юрій Присяжнюк.
З початком повномасштабного російського вторгнення військовий брав участь в обороні Київщини, а також у боях за Кодему, Бахмут і Вугледар на Донецькому напрямку. Останні три роки воював у піхоті й відмовлявся переходити в інше місце, кажучи: «Я ще не за всіх помстився» . Зазнавав поранень, але після реабілітації повертався на фронт. Капітан, командир 2-ї мотопіхотної роти 72-ї ОМБр .
Загинув 2 липня 2025 року внаслідок удару російських авіабомб.
Залишилася дружина, син та донька. 

## Нагороди
- Орден «За мужність» III ступеня (17.11.2017) — за громадянську мужність, самовіддане відстоювання конституційних засад демократії, прав і свобод людини, виявлені під час Революції Гідності, особисті заслуги у захисті державного суверенітету та територіальної цілісності України[6].